# میشل استیونار
میشل استیونار (فرانسوی: Michel Stievenard‎؛ زادهٔ ۲۱ سپتامبر ۱۹۳۷) بازیکن سابق فوتبال اهل فرانسه است.
از باشگاه‌هایی که در آن بازی کرده‌است می‌توان به باشگاه فوتبال لانس و باشگاه فوتبال آنژه اشاره کرد.